# Trisseleneto de arsênio

Trisseleneto de arsênio é um composto inorgânico de fórmula química As2Se3.Trisseleneto de arsênio amorfo é usado como um vidro calcogeneto para utilização em óptica de infravermelhos, uma vez que transmite a luz com comprimentos de onda entre 870 nm e 17.2 µm.

## Soluções processadas com um filme fino de As2Se3
Lentes finas de seleneto vem surgindo como um material importante para a fotônica integrada por suas propriedades como: alto índice de refração, transparência em infravermelho mediano (mid-IR) e altos índices ópticos não lineares.

## Segurança
Trisseleneto de arsênio deve ser mantido afastado de bases fortes, alumínio, zinco e ácidos fortes.